# Ichneumon ultimus
Ichneumon ultimus là một loài tò vò trong họ Ichneumonidae.